# جامعه نمایش

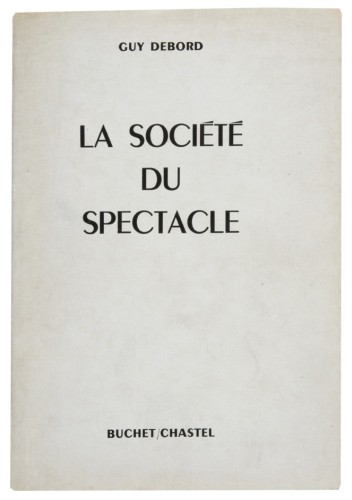
روی جلد نسخه چاپ اول کتاب

جامعه نمایش (به فرانسوی: La société du spectacle) اثر فلسفی و نظریه انتقادی مارکسیستی نوشته گی لویی دوبور در سال ۱۹۶۷ است.
این کتاب یکی از متنهای مهم جنبش موقعیت گرا محسوب می‌شود که دوبور در آن به ارائه مفهوم نمایش می‌پردازد.
جامعه نمایش از جمله مهم‌ترین متون جنبش بین‌الملل موقعیت‌گرا محسوب می‌شود.

## خلاصه
این کتاب مجموعه ای از ۲۲۱ نظریه کوتاه به شکل آفوریسم است که هر کدام در یک پاراگراف گنجانده شده‌اند. از مسائلی که در این کتاب به آن‌ها پرداخته شده می‌توان به این موارد اشاره کرد:
- تنزل زندگی انسانی
- رسانه انبوه و فتیشیزم کالا محور
- مقایسه مذهب با بازار
- نقد جامعه‌شناسی آمریکایی
- نمایش و سیاست

## ترجمه به فارسی
این کتاب دو بار به فارسی ترجمه شده است، یک بار بهروز صفدری آن را ترجمه کرده (نشر آگه) و بعد از آن گودرز میرائی (انتشارات علمی و فرهنگی).